# Ivan Tilev
Ivan Angelov Tilev (in bulgaro Иван Ангелов Тилев?; Pazardžik, 5 gennaio 1999) è un calciatore bulgaro, difensore dell'Arda Kărdžali.

## Carriera

### Club
Cresciuto nel settore giovanile del Septemvri Sofia, ha esordito in prima squadra il 6 agosto 2016 disputando l'incontro di Vtora Liga vinto 0-4 contro lo Spartak Pleven.

### Nazionale
Ha giocato nelle nazionali giovanili bulgare Under-17, Under-18, Under-19 ed Under-21.

## Statistiche

### Presenze e reti nei club
Statistiche aggiornate al 6 maggio 2021.
| Stagione               | Squadra                | Campionato             | Campionato | Campionato | Coppe nazionali | Coppe nazionali | Coppe nazionali | Coppe continentali | Coppe continentali | Coppe continentali | Altre coppe | Altre coppe | Altre coppe | Totale | Totale |
| Stagione               | Squadra                | Comp                   | Pres       | Reti       | Comp            | Pres            | Reti            | Comp               | Pres               | Reti               | Comp        | Pres        | Reti        | Pres   | Reti   |
| ---------------------- | ---------------------- | ---------------------- | ---------- | ---------- | --------------- | --------------- | --------------- | ------------------ | ------------------ | ------------------ | ----------- | ----------- | ----------- | ------ | ------ |
| 2016-2017              | Septemvri Sofia        | 2L                     | 24         | 1          | CB              | 1               | 0               |                    | -                  | -                  |             | -           | -           | 25     | 1      |
| lug. 2017              | Septemvri Sofia        | 1L                     | 0          | 0          | CB              | 0               | 0               |                    | -                  | -                  |             | -           | -           | 0      | 0      |
| Totale Septemvri Sofia | Totale Septemvri Sofia | Totale Septemvri Sofia | 24         | 1          |                 | 1               | 0               |                    | -                  | -                  |             | -           | -           | 25     | 1      |
| ago. 2017              | Carsko Selo            | 2L                     | 2          | 0          | CB              | 0               | 0               |                    | -                  | -                  |             | -           | -           | 2      | 0      |
| set. 2017-2018         | Septemvri Sofia        | 1L                     | 24         | 0          | CB              | 2               | 0               |                    | -                  | -                  |             | -           | -           | 26     | 0      |
| 2018-2019              | Septemvri Sofia        | 1L                     | 23         | 0          | CB              | 3               | 1               |                    | -                  | -                  |             | -           | -           | 26     | 1      |
| 2019-2020              | Septemvri Sofia        | 2L                     | 20         | 4          | CB              | 0               | 0               |                    | -                  | -                  |             | -           | -           | 20     | 4      |
| Totale Septemvri Sofia | Totale Septemvri Sofia | Totale Septemvri Sofia | 67         | 4          |                 | 5               | 1               |                    | -                  | -                  |             | -           | -           | 72     | 5      |
| 2020-2021              | Arda Kărdžali          | 1L                     | 24         | 2          | CB              | 4               | 1               |                    | -                  | -                  |             | -           | -           | 28     | 3      |
| Totale carriera        | Totale carriera        | Totale carriera        | 117        | 7          |                 | 10              | 2               |                    | -                  | -                  |             | -           | -           | 127    | 9      |